# Пушкарёвский сельский совет (Верхнеднепровский район)
Пушкарёвский сельский совет (укр. Пушкарівська сільська рада) — входит в состав
Верхнеднепровского района
Днепропетровской области
Украины.
Административный центр сельского совета находится в 
с. Пушкарёвка.

## Населённые пункты совета
- с. Пушкарёвка